# 모나코의 재외공관 목록

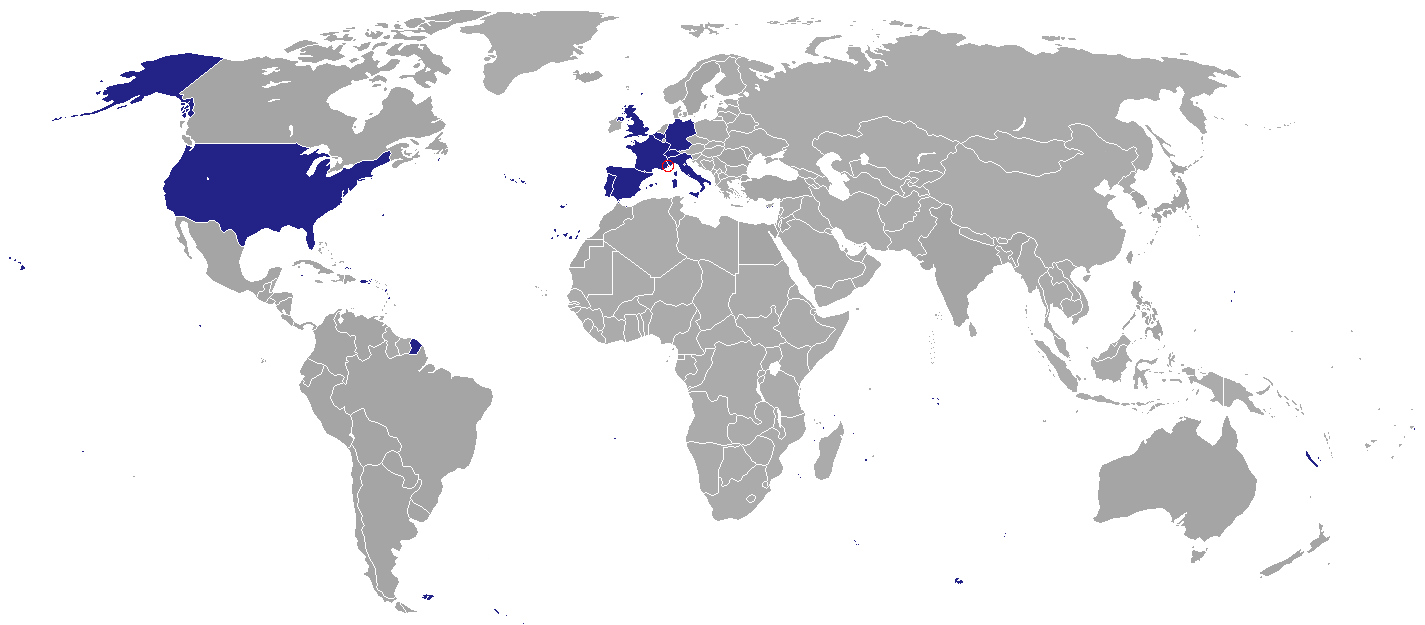
모나코 주재 재외공관 목록

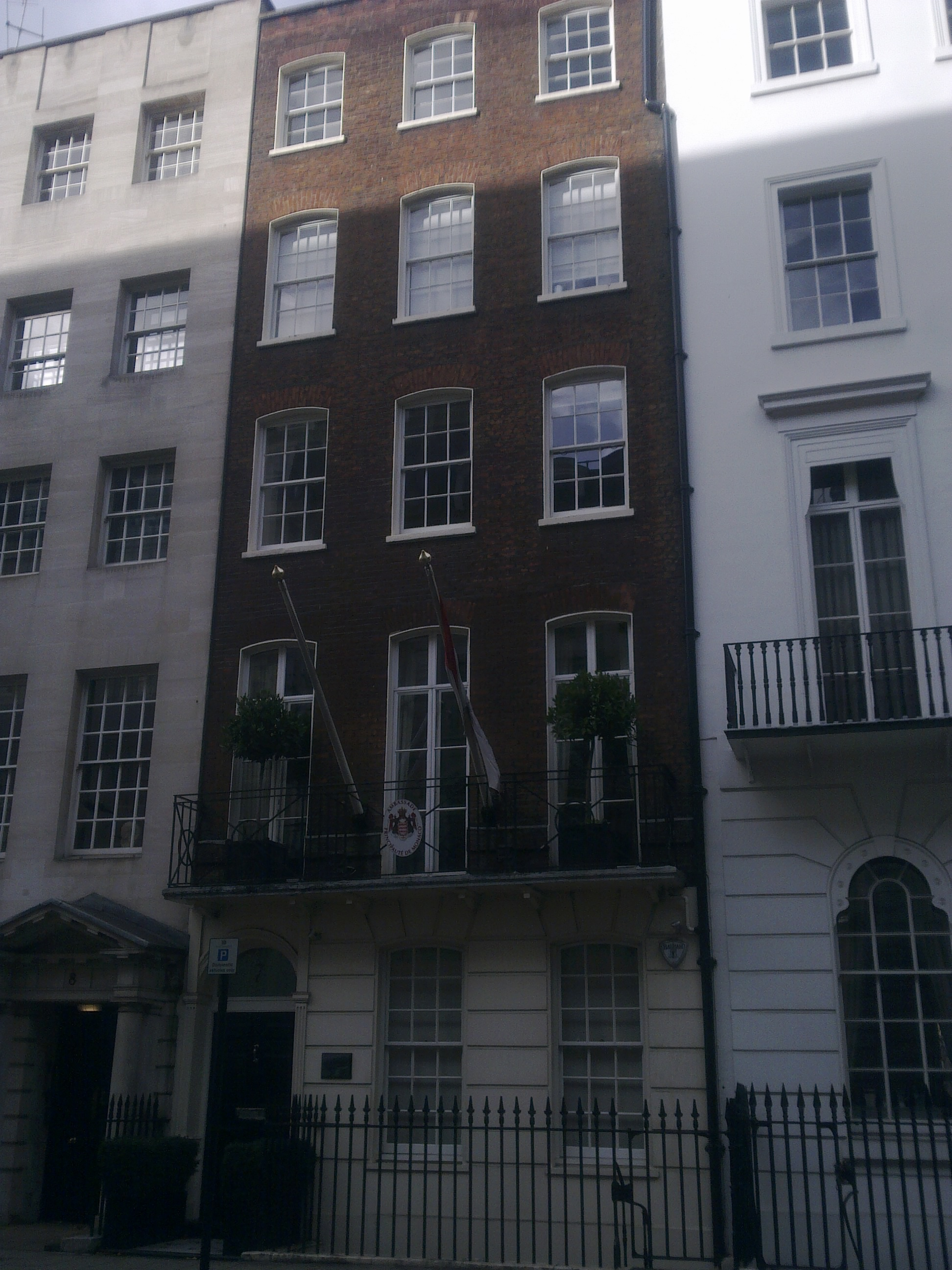
런던 주재 모나코 대사관

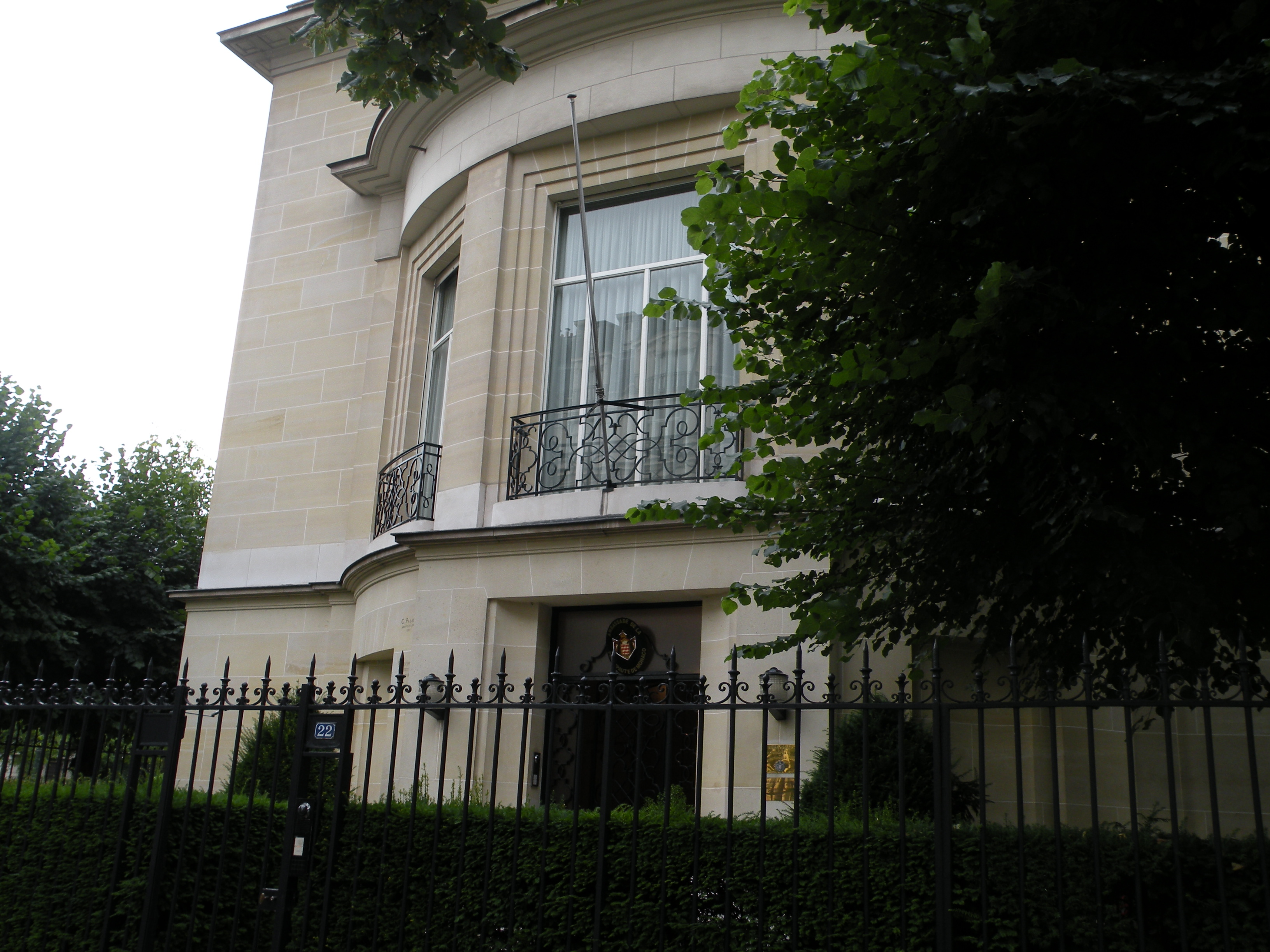
파리 주재 모나코 대사관

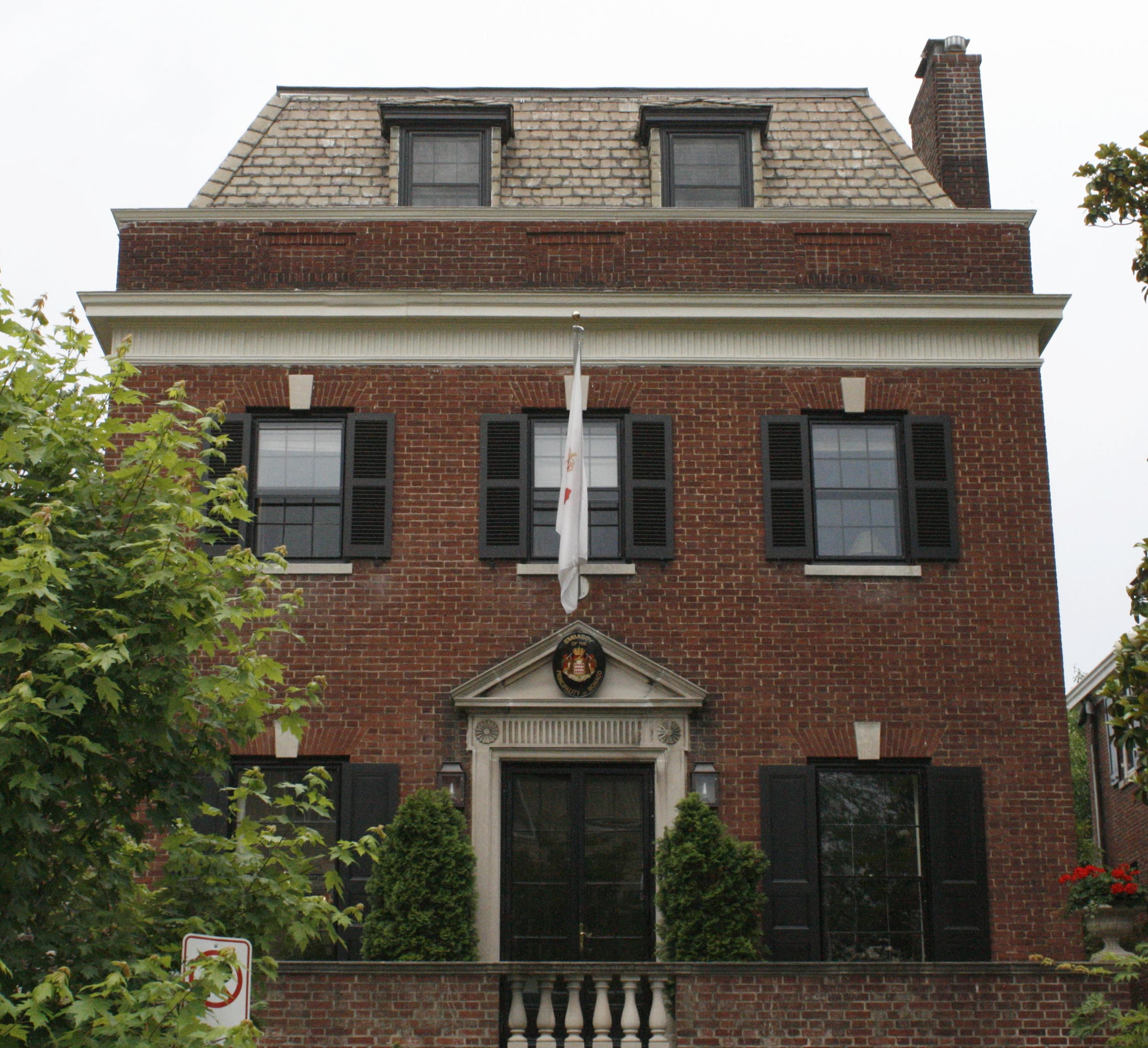
워싱턴 D.C. 주재 모나코 대사관

아래는 모나코의 재외공관 목록이다.

## 아메리카
- 미국: 워싱턴 D.C. (대사관), 뉴욕 (총영사관)

## 유럽
- 독일: 베를린 (대사관)
- 바티칸 시국: 바티칸시티 (대사관)
- 벨기에: 브뤼셀 (대사관)
- 스위스: 베른 (대사관)
- 스페인: 마드리드 (대사관)
- 영국: 런던 (대사관)
- 이탈리아: 로마 (대사관)
- 프랑스: 파리 (대사관)

## 국제 기구
- 뉴욕: 유엔 모나코 정부 대표부
- 브뤼셀: EU 모나코 정부 대표부
- 파리: 프랑코포니, 유네스코 모나코 정부 대표부
- 빈: 유럽 안보 협력 기구, 유엔 모나코 정부 대표부